# Trg nebeškega miru
Trg nebeškega miru (kitajsko: 天安门广场; pinjin: tiānānmén guăngchăng; dob.: 'Trg vrat nebeškega miru') je mestni trg v središču Pekinga na Kitajskem, poimenovan po Tiananmen ('Vratih nebeškega miru'), ki so severno od njega in ga ločujejo od cesarske palače Prepovedanega mesta. Na trgu so Spomenik ljudskim junakom, Velika dvorana ljudstva, Narodni muzej Kitajske in Mao Cetungov mavzolej. Mao Cetung je 1. oktobra 1949 na trgu razglasil ustanovitev Ljudske republike Kitajske; obletnico tega dogodka tam še vedno praznujejo. Velikost Trga nebeškega miru je 765 × 282 metrov (215.730 m2. Ima velik kulturni pomen, saj je bil prizorišče več pomembnih dogodkov v kitajski zgodovini.
Zunaj Kitajske je trg najbolj znan po protestih in pokolu leta 1989, ki so se zaradi poročanja mednarodnih medijev, interneta in globalne povezljivosti, njenih političnih posledic in drugih dejavnikov končali z vojaškim zatrtjem. Na Kitajskem obstaja stroga cenzura informacij o zatrtju s strani Kitajske komunistične partije.

## Lega in značilnosti
Leži južno od Vrat nebeškega miru (天安门 - Tiānānmén), vhoda v cesarsko palačo - Prepovedano mesto, po katerih je trg dobil ime. Na južni strani trga stojijo vrata Džengjangmen, znanatudi kot Čjanmen (前门 - qianmén), ostanek obzidja, ki je obkrožalo cesarsko palačo. Na vzhodni strani trga stoji muzej, na vzhodni pa 'Velika palača ljudstva' - kitajski kongres oz. parlament.

## Zgodovina trga

### Zgodnja zgodovina
Trg nebeškega miru ("Vrata nebeškega miru"), vrata v obzidju cesarskega mesta, so bila zgrajena leta 1417 v času dinastije Ming. V 17. stoletju so boji med uporniškimi silami Li Zičenga in silami mandžurske dinastije Čing povzročili veliko škodo ali celo uničili vrata. Trg nebeškega miru je bil zasnovan in zgrajen leta 1651, v 1950-ih pa je bil štirikrat povečan.
Vrata, zgodovinsko znana kot "Velika vrata Ming", južna vrata v cesarsko mesto, stojijo blizu središča trga. V času dinastije Čing so jih preimenovali v "Velika vrata Čing", v času republikanske dobe pa v "Vrata Kitajske". Za razliko od drugih vrat v Pekingu, kot sta Trg nebeškega miru in vrata Čjanmen, so bila ta vrata zgolj ceremonialna, s tremi loki, vendar brez obzidja, podobna ceremonialnim vratom, ki jih najdemo v grobnicah dinastije Ming. Ta vrata so imela poseben status kot "Vrata naroda", kar je razvidno iz njihovih zaporednih imen. Običajno so ostala zaprta, razen ko je skoznje šel cesar. Promet meščanov je bil preusmerjen na stranska vrata na zahodnem oziroma vzhodnem koncu trga. Zaradi te preusmeritve prometa je na velikem ograjenem trgu južno od teh vrat nastal prometen trg, imenovan Ulice šahovske mreže.

### 19. stoletje
Leta 1860, med drugo opijsko vojno, ko so britanske in francoske čete zasedle Peking, so se utaborile v bližini vrat in na kratko razmišljale o požigu vrat in Prepovedanega mesta. Na koncu so se odločile, da bodo Prepovedanemu mestu prizanesli in namesto tega požgale Staro poletno palačo. Cesar Šjanfeng se je sčasoma strinjal, da zahodne sile na tem območju namestijo svoje vojake – in kasneje ustanovijo diplomatske misije – zato je bila vzhodno od trga tik ob trgu četrt za veleposlaništva. Ko so sile Osem narodov med boksarskim uporom leta 1900 oblegale Peking, so močno poškodovale pisarniške komplekse in požgale več ministrstev. Po koncu boksarske vstaje je območje postalo prostor, kjer je Osem narodov zbiralo svoje vojaške sile.

### 20. stoletje
Trg nebeškega miru lahko po nekaterih navedbah sprejme do milijon ljudi. Zgrajen je bil po ustanovitvi Ljudske republike Kitajske z namenom, da bi na njem prirejali veličastne parade in ljudske shode. Stoječ na Vratih nebeškega miru je namreč Mao Cetung 10. oktobra 1949 pred množico na trgu razglasil ustanovitev Ljudske republike Kitajske.
Na sredi trga so po Maovi smrti postavili mavzolej, kjer si lahko obiskovalci še vedno ogledajo njegovo balzamirano truplo. Severno od mavzoleja stoji spomenik študentskim demonstracijam, s katerimi so 4. maja 1919 študenti nasprotovali odločitvi mirovne konference, na kateri so zmagovalci prve svetovne vojne v kolonialističnem duhu dodelili nekdanje nemške kolonije Japonski.
Trg je bil skozi zgodovino priča mnogim protestom in gibanjem. Tukaj so se med Kulturno revolucijo zbirale množice Rdečih straž, tukaj so protestirali pripadniki falungonga, na Kitajskem prepovedanega gibanja. Leta 1976 je bil trg prizorišče t. i. »Tiananmenskega incidenta«, ko so ljudje žalovali za umrlim Džovom Enlajem in protestirali proti nasilju in samovolji »bande štirih«.
Leta 1989 je bil trg prizorišče obsežnih protestov, ki so jih 18. aprila začeli študentje. Protestom so se kmalu pridružili ljudje iz vseh slojev družbe. Ocenjujejo, da je konec maja po celotnem Pekingu protestiralo okoli milijon ljudi. Po uradnih podatkih je 4. junija, med nasilno zadušitvijo protestov, življenje izgubilo od 200 do 300 ljudi, po podatkih kitajskega rdečega križa pa kar od 2000 do 3000.

## Trg danes
Trg je v vsakdanjem življenju priljubljeno zbirališče prebivalcev Pekinga. Zaradi svoje velikosti je že posebej primeren za spuščanje zmajev, kar je priljubljen način preživljanja prostega časa med kitajskimi upokojenci. Trg venomer oblegajo množice tujih in domačih turistov, saj stoji v samem središču mesta, obkrožen pa je z mnogimi znamenitostmi.

## Slčici
1. ↑  The Columbia Encyclopedia, 6th ed
2. ↑  »Tiananmen Square incident«. Encyclopædia Britannica. Pridobljeno 11. februarja 2021.
3. ↑  Miles, James (2. junij 2009). »Tiananmen killings: Were the media right?«. BBC News. Pridobljeno 3. novembra 2010.
4. ↑  Ruan, Lotus; Knockel, Jeffrey; Ng, Jason Q.; Crete-Nishihata, Masashi (december 2016). »One App, Two Systems«. figure 9. Arhivirano iz spletišča dne 10. oktobra 2019. Pridobljeno 30. septembra 2019.{{navedi splet}}:  Vzdrževanje CS1: samodejni prevod datuma (povezava)
5. ↑  Safra, J. (Ed.). (2003). Tiananmen Square. In New Encyclopædia Britannica, The (15th ed., Chicago: Vol. 11). Encyclopædia Britannica INC. p. 752. Britannica Online version
6. ↑  »Tiananmen Square«. Britannica Concise Encyclopedia. 2007. Pridobljeno 3. avgusta 2008.